# Melanophthalma difficilis
Melanophthalma difficilis es una especie de coleóptero de la familia Latridiidae.

## Distribución geográfica
Habita en Brasil.